# Kereszténység a japán filmekben
A japán vallástörténettel foglalkozó tudósok nemcsak régi archeológiai és levéltári adatok alapján írhatnak a japán vallástörténetről, hanem a különböző vallások mai képviselői révén is tájékozódhatnak az ázsiai ország vallásairól. Vallásokban gazdag az ország. Japánban még ma is megtartják a sintó ünnepeket. Az országban elterjedt világvallás, a buddhizmus nagyon toleránsan viselkedett az ősi vallásokkal szemben. Így e két vallás egyszerre is létezhetett a szigetországban. Japánok tudatába és viselkedésébe mélyen behatolt a konfucianizmus. Ma is létezik és gyakorolják az ainuk – Japán titokzatos őslakossága – vallását is. Nagy hatást gyakorolt a kereszténység is a japánok gondolatvilágára.

## Kereszténység Japánban

Xavéri Szent Ferenc

A kereszténység megjelenésének az első bizonyítható dátuma 1549. augusztus 15. amikor Francisco Xavier – Xavéri Szent Ferenc– partra lépett Kagosima kikötőjében. Ferenc, a kagosimai, majd a jamagucsi és funai (jelenleg Óita) daimjó engedélyével sikerrel hirdette az evangéliumot, és több száz japánt keresztelt. A misszió sikerének csúcspontján körülbelül 300.000 keresztény élt Japánban. Ferenc után a legfontosabb hithirdető személyiség Alessandro de Valignano volt. Fülöp-szigetekről érkeztek spanyol ferences, domonkos és ágostonrendi szerzetesek is, és ők is terjeszteni kezdték a kereszténységet.
E fejlődést megszakította a Japán feletti egyeduralomra jutott Tojotomi Hidejosi parancsa, aki 1587-ben betiltotta a keresztény igehirdetést, és a külföldi hithirdetőket kiutasította Japánból. Hidejosi halála után Tokugava Iejaszu vette át a hatalmat. Egyre keményebben lépett fel a keresztényekkel szemben. 1616-ban Japán valamennyi kikötőjét lezárták a külföldiek elől és minden papot, szerzetest kiutasítottak az országból. A japán keresztényeket egyre kegyetlenebb kínzásokkal igyekeztek hitehagyásra kényszeríteni.
Japán elzárkózása 1853-ban ért véget, amikor Matthew Perry tengernagy követelte a kikötők megnyitását és külföldiek letelepedésének jogát. A japán kormány engedélyezte néhány protestáns lelkész és katolikus pap letelepedését. Japánok számára azonban még mindig tiltott volt kereszténynek lenni. Bernard Petitjean talált még néhány embert, akik háromszáz éven keresztül megőrizték a keresztény hitet. A kormány elkezdte újból üldözni ezeket a japán keresztényeket. Több mint hatszázan belehaltak a kínzásokba és a börtöni éheztetésekbe. Az európai keresztények tiltakozására 1873-ban beszüntették az üldözést és 1889-ben közzétett Meidzsi alkotmány biztosította a vallásszabadság jogát. Ettől kezdve újra terjedni kezdett a kereszténység.
A II. világháború előtt és alatt a militarizmus akadályozta a hit terjedését, a világháború után megalkotott alkotmány azonban teljes vallásszabadságot biztosított. A japán keresztények száma kb. egymillióra tehető – a 126 milliós összlakosságból- akiknek a fele katolikus, másik fele pedig különböző protestáns felekezetekhez tartozik.

## Japán filmművészet
A filmgyártás történetében Japán igen előkelő helyet foglal el, ugyanis az egyik legrégebbi és legnagyobb múlttal rendelkező ország e téren. Filmtörténetének kezdete 1896-re tehető, amikor is a mozgókép áruként érkezett Japánba. Az első japán filmesnek egy Aszano Siró nevű fényképészt tekinthetünk, aki az országba hozta az első kamerát. Siró utcai jeleneteket és gésatáncokat rögzített.
Japánt nem ok nélkül tartják külön világnak. Az ősi kultúra mélyében gyökerező nemzeti jelleget érezzük ki a legtöbb nálunk bemutatott japán filmből. Japán filmkockákon gyakran érezni többletjelentést, többlettartalmat. Ennek elsőrendű eszköze a szimbólum és bizonyos fajta misztika. A misztikus elemek a hagyományokban tovább élő, messzi múltban lelik magyarázatukat, s többnyire vallásos eredetűek.

## Némaság
Sinoda Maszahiró drámafilmje a Némaság (沈黙) 1971-ben készült el. A film ugyanazon a címen fut, mint a regény, amit Endó Súszaku írt. Nyugaton az 1972-es Cannes-i Filmfesztiválon jelent meg először. 2016-ban Martin Scorsese újra rendezte a keresztény témájú filmet.
|  | Alább a cselekmény részletei következnek! |

A történet a 17. században játszódik. Két portugál jezsuita szerzetes – Rodrigues (David Lampson) és Garrpe (Don Kenny) – Japánba utazik, hogy megtalálják eltűnt tanítójukat, Ferreira-t (Tamba Tecuró). Kicsidzsiró (Ivamacu Mako) segít nekik, hogy bejussanak Japánba és ott keresztény falusiakhoz vezeti őket. Keresésük közben megtapasztalják a japán emberek halálig is tartó hithűségét. Semmilyen áron nem adják ki a szerzeteseket. A két jezsuita útjuk során különválik. Rodrigues útját követjük végig a film alatt. Elfogják és próbálják hite tagadására bírni a szerzetest. Rodrigo sokáig tartja magát a hitéhez de végül megtörik.
Kereszténység megjelenése a Némaságban
Rodrigues egészen a film végéig megingathatatlan a keresztény hitben. Még a Ferraira-val való találkozás sem ingathatta meg hitében. Erős, mélyen vallásos emberként jellemezhetjük. Rodrigues a végén mégis rálép a Krisztust ábrázoló képre. Ténylegesen elvesztette a hitét Istenben? Valójában, hogy a japán keresztények lelkét megmentse a saját lelkét ajánlja fel. Így a saját lelke már nem a mennybe kerül. Azonban a döntésével megmentett több keresztény lelket is. Vajon helyes döntést hozott? A keresztényi tanítás szerint igen. Hasonlóan cselekedett Jézus Krisztus is. Bűnbocsánatot nyertek az emberek az ő halálával. Rodrigues is odaadta a lelkét a keresztény japánokért. Még Isten némasága – amire a cím is utal – után is őt szolgálja. Miközben Rodrigues rálép Jézus Krisztus képére Ferreira imádkozik a tanítványáért. Innen ismerhetjük fel a tett mibenlétét. Nem hittagadásról van szó hanem önfeláldozásról. Egyik szerzetes sem tagadta meg a keresztény tanítást.
Kicsidzsiró alakjában a hite mellett nem elkötelezett embert ismerhetjük fel. Érezhetjük az örlődését a film alatt. Igaz, hogy többször is bizonygatja, hogy keresztény, de a végén mindig megtagadja a hitét, soha nem állja ki a próbát. Többször is feloldozást nyer – Rodriguestől, a gésától – de érzi, hogy bűneiért már nem nyerhet senkitől feloldozást. Ebbe a fájdalomba a film során bele is őrül. A története példa minden félig elkötelezett keresztény számára. A hitükért szenvedő falusiakkal ellentétben – a többször is megtagadott hite szerint – már nem kerülhet a mennybe.
A film szembeállít több, különböző gondolkozású és értékrendű csoportot is. Egyszer a keresztényeket és a keresztény üldözőket, a másik ellentét maga a japán keresztények és a főszereplő jezsuita szerzetesek. Az elsők között érthető az ellentét. A keresztények gyakorolni és terjeszteni szeretnék a hitüket, míg a keresztény üldözők veszélyesnek tartják a japán társadalom számára az újonnan megjelenő hitet. A kereszténység az egyenlőséget hirdeti azonban az ázsiai ország társadalma erősen hierarchikus. Az új hit elvei miatt össze is roppanhat ez a rendszer. A másik ellentét a szerzetesek és a japánban elő keresztények között van. A jezsuita szerzetesek meglepődnek, hogy mennyire erősen, mindhalálig hisznek ezek az emberek annak ellenére, hogy már rég nem járt náluk pap akik útmutatást adhattak volna. A kereszténység még a szigorú – többször halálos – büntetések ellenére is létezik Japánban. Igaz, hogy a saját hagyományaikat, eszközeiket (buddhaszobor, japán ének, japán napisten) alkalmazzák a miséjükben, mégis megtartják a hitüket.

## Ái no mukidasi (Love Exposure)
2008-ban írta és rendezte a Ái no mukidashi (愛のむきだし) című japán vígjáték – akciófilmjét Szono Sion. Témái többek között a szerelem, család, vágy, lesifotózás és a vallás. Az eredeti tervek szerint 6 órás lett volna a film de a producerek kérésére rövidítették le az immár 4 órás filmet. A megjelenése után pozitív visszajelzéseket és számos díjat nyert. A Berlini Nemzetközi Filmfesztiválon Caligari Filmdíjat illetve FIPRESCI díjat kapott.
A film a következő díjakat kapta:
| Elismerések listája                           | Elismerések listája               | Elismerések listája                 | Elismerések listája |
| Díj, Fesztivál                                | Kategória                         | Díjazott                            | Eredmény            |
| --------------------------------------------- | --------------------------------- | ----------------------------------- | ------------------- |
| Berlini Nemzetközi Filmfesztivál              | Caligari Filmdíj                  | Szono Sion                          | Elnyerte            |
| Berlini Nemzetközi Filmfesztivál              | FIPRESCI Díj                      | Szono Sion                          | Elnyerte            |
| Fantázia Filmfesztivál                        | Legjobb Ázsiai Film               | Szono Sion                          | Elnyerte            |
| Fantázia Filmfesztivál                        | Jury Díj: Legjobb női szereplő    | Micusima Hikari                     | Elnyerte            |
| Fantázia Filmfesztivál                        | Leginnovatívabb Film              | Szono Sion                          | Elnyerte            |
| Fantázia Filmfesztivál                        | Különleges Jury Díj               | Szono Sion                          | Elnyerte            |
| New York-i Ázsiai Filmfesztivál               | Nagy Jury Díj                     | Szono Sion                          | Elnyerte            |
| Barcelonai Ázsiai Filmfesztivál               | Közönségdíj                       | Szono Sion                          | Elnyerte            |
| Bucheon Nemzetközi Fantasztikus Filmfesztivál | Netpac-díj (Különleges említés)   | Micusima Hikari Ando Szakura        | Elnyerte            |
| Tokyo Filmex                                  | Közönségdíj                       | Szono Sion                          | Elnyerte            |
| Hochi Filmdíj                                 | Legjobb új tehetség               | Micusima Hikari                     | Elnyerte            |
| Kinema Junpo Díj                              | Legjobb új színész                | Nisidzsima Takahiro                 | Elnyerte            |
| Kinema Junpo Díj                              | Legjobb mellékszereplő            | Micusima Hikari                     | Elnyerte            |
| Mainichi Film Concours                        | Legjobb rendező                   | Szono Sion                          | Elnyerte            |
| Mainichi Film Concours                        | Sponichi Nagydíj: Új tehetség díj | Nisidzsima Takahiro Micusima Hikari | Elnyerte            |
| Yokohama Filmfesztivál                        | Legjobb új tehetség               | Micusima Hikari                     | Elnyerte            |
| Yokohama Filmfesztivál                        | Legjobb mellékszereplő            | Ando Szakura                        | Elnyerte            |
| Ázsiai Pacific Screen Díj                     | Rendezés                          | Szono Sion                          | Jelölve             |
| Ázsia Filmdíj                                 | Legjobb rendező                   | Szono Sion                          | Jelölve             |

|  | Alább a cselekmény részletei következnek! |

Honda Jú-t,a tinédzser fiút követhetjük nyomon, aki katolikus neveltetést kapott. Édesapja, Tecu, felesége halála után katolikus papnak áll. Egy mise alatt betéved a templomba Fidzsivara Kaori, aki keresztény szeretne lenni. Nemsokára meg is keresztelik. Kaori és Tecu, a pap egymásba szeretnek és összeköltöznek. Három hónap múlva azonban Kaori elhagyja Tecu-t. A pap miséi megváltoznak, fájdalmas érzései megjelennek a szentmisében is. Sötét gondolatait rávetíti a fiára. Gyóntatja Jú-t, mindenképpen tudni akarja a fia bűneit. Jú először képtelen bűnöket elkövetni, ezért kitalált bűnöket gyón meg. Jú, apja figyelmére vágyik, ami arra készteti, hogy egyre több és egyre nagyobb bűnöket kövessen el. A helyi bandához vezet az útja. Innen kapja a kapcsolatot egy lesifotóshoz, aki kitanítja, hogyan kell fiatal lányok alsóneműjét fotózni. Jú mindig elmegy, hogy meggyónja bűneit az apjának. Mikor az apja megtudja, hogy mit csinál Jú, megüti őt és azt mondja neki, hogy nincs helye Isten házában. A filmben megismerjük Koike Aját aki a háttérben a saját szájíze szerint mozgatja a szálakat. Jú lesifotózás közben találkozott vele. A lány családon belüli erőszak áldozata, apja a saját teste miatt bántalmazta. Aja a Zéró Egyház – egy katolikus szekta – vezetői közé tartozik. Az eredendő bűn – ahogy a szekta vezetője fogalmazott – miatt vették be a Zéró Egyházba. Továbbiakban Jóko – egy fiatal középiskolás lány – történetét mutatja be a film. Múltjában szerepel családon belüli bántalmazás, kicsapongó életmód, verekedés. Egy lassított háborúként látja az egész világot. Kaori, apja szeretője volt de Jóko úgy dönt, hogy a nővel él tovább. A barátaival kötött fogadás miatt, Júnak női ruhában meg kellett csókolnia egy lányt. Így találkozik Jókoval, akit egy banda támadott meg. Jókoban Szűz Máriát ismeri fel Jú és beleszeret a lányba. Az érzés kölcsönös azonban Jóko a Miss Skorpió nevű nőbe lett szerelmes. Kaori visszatér Jú apjához és a két fiatal – Jú és Jóko – újra találkozik. A középiskolában megjelenik Aja, aki úgy állítja be magát, mint Miss Skorpió, ezzel Jóko közelébe kerül. Aja felfedi Jóko előtt, hogy Jú lesifotókat készített. A fiú elmenekül otthonról, a család többi tagja Aja révén kapcsolatba kerül a Zéró Egyházzal. Jú nem találja őket és Aja megfenyegeti, hogy ha nem dolgozik egy pornó videós cégnek soha többé nem láthatja Jókot. Jú megpróbálja megmenti a lányt a Zéró Egyházból. Sikerül elrabolnia Jókot de Aja megállítja és beszervezi az Egyházba. Jú látszólag együttműködik, de végül drasztikus megoldást választ. Végezni akar Ajával és a Zéró Egyház vezetőivel. Aja – mivel Jú-t önmagához hasonlítja az eredendő bűn miatt – látja, hogy a fiú nem roppan össze, öngyilkosságot követ el. Végül Jú a bűnei miatt és a sikertelen mentőakció miatt összeroppan és megőrül. Jóko rokonokhoz kerül és itt jön rá, hogy a fiú mindvégig meg akarta őt menteni. Elmegy Júhoz az elmegyógyintézetbe, ahol megpróbálja a fiút – aki Miss Skorpiónak képzeli magát – magához téríteni. A biztonsági személyzet elvezeti Jókot de végül Jú is magához tér és Jóko után siet.
Kereszténység megjelenése az Ái no mukidasiban
A film erősen keresztény jelleget kap a legelején. A keresztény vallást azonban félreértelmezi a rendező a filmben. Több pontban is elferdítve mutatja be a vallást. Sajnos a film vége felé elhagyja a vallásos értelmezést és nagyobb szerepet kap a dráma, az akció és a szerelem.
- Tecu, a katolikus pap szerepe

A valóságban is lehetséges, hogy egy papnak gyermeke legyen. A követelmény, hogy özvegy legyen és ne legyen kiskorú gyermeke. A filmben csak az egyik feltétel teljesül. A film elején még minden zökkenő mentesen megy, rendes miséket tart. Azonban meginog és beleszeret Kaoriba akivel össze is költözik titokban. A katolikus papság számára cölibátus van hirdetve, ezzel megszegi papi esküjét. Mikor Kaori elhagyja, hagyja, hogy érzelmei befolyásolják a misét. Sötétebb élt kap a szentmise. A fájdalmát fián vezeti le. Bűnbe sodorja Jú-t az igazságtalan gyóntatások alkalmával. Paphoz méltatlanul kezet is emel rá és nem segít neki amikor szüksége lenne rá. „Isten háza, neked itt nincs helyed.”. Mikor Kaori visszatér úgy tűnik végre hű lesz a hitéhez és a hivatásához de újra elárulja őket. Feleségül veszi Kaorit, ki akar lépni a hivatásából. Végül csatlakozik a Zéró Egyházhoz is. Az egész papi hivatás róla szólt. Sose volt igazán keresztény.
- Jú szerepe

Jú-t vallásosnak nevelik. Édesanyja a halála előtt arra kéri, hogy találja meg az ő Máriáját. Jú a film elején még tisztán gondolkodik a vallásról. Azonban apja szeretet- és figyelemhiánya miatt megváltozik ez a tiszta gondolkozás. Úgy gondolja, hogy bűnt kell elkövetnie, hogy a pap – az apja – végre rá figyeljen. Egyre nagyobb bűnökbe hajszolja magát. A gyilkosság ötlete nem származhatna egy keresztény gondolkozású embertől. A Tízparancsolat egyike: Ne ölj! Jú mégis emellett dönt.
- Jóko

Jókot nem jellemezhetjük vallásos szereplőnek. Nem mélyed el úgy a vallásban, mint Jú. Kaoritól hall Jézusról és vágyik rá, hogy ilyen férfi lépjen be az életébe. Jú benne fedezi fel Szűz Máriát. Azonban Mária és Jóko között semmilyen más kapcsolat nincs.
- Aja

Aja a vezetője a Zéró Egyháznak. Eszközként használja fel a szektát a saját céljai elérésében. Megemlíti az eredendő bűnt, de nem a keresztényi értelemben magyarázza hanem saját értelmezése alapján. Apja a testéért bántalmazta és ő ezt tartja eredendő bűnnek.
- Az eredendő bűn fogalma

Jú a filmben a lesifotózást nevezi meg, mint saját eredendő bűnét. Aja pedig a testét tartja eredendő bűnnek. A keresztény tanítás szerint az eredendő bűn fogalma az Istennel elvesztett kapcsolatunkat jelenti. A Sátán megkísértette az első emberpárt – Ádámot és Évát – akik engedelmetlenségük miatt küűzettek a Paradicsomból. Ezzel a tettükkel megszakadt a közvetlen kapcsolatuk Istennel.

## Összegzés

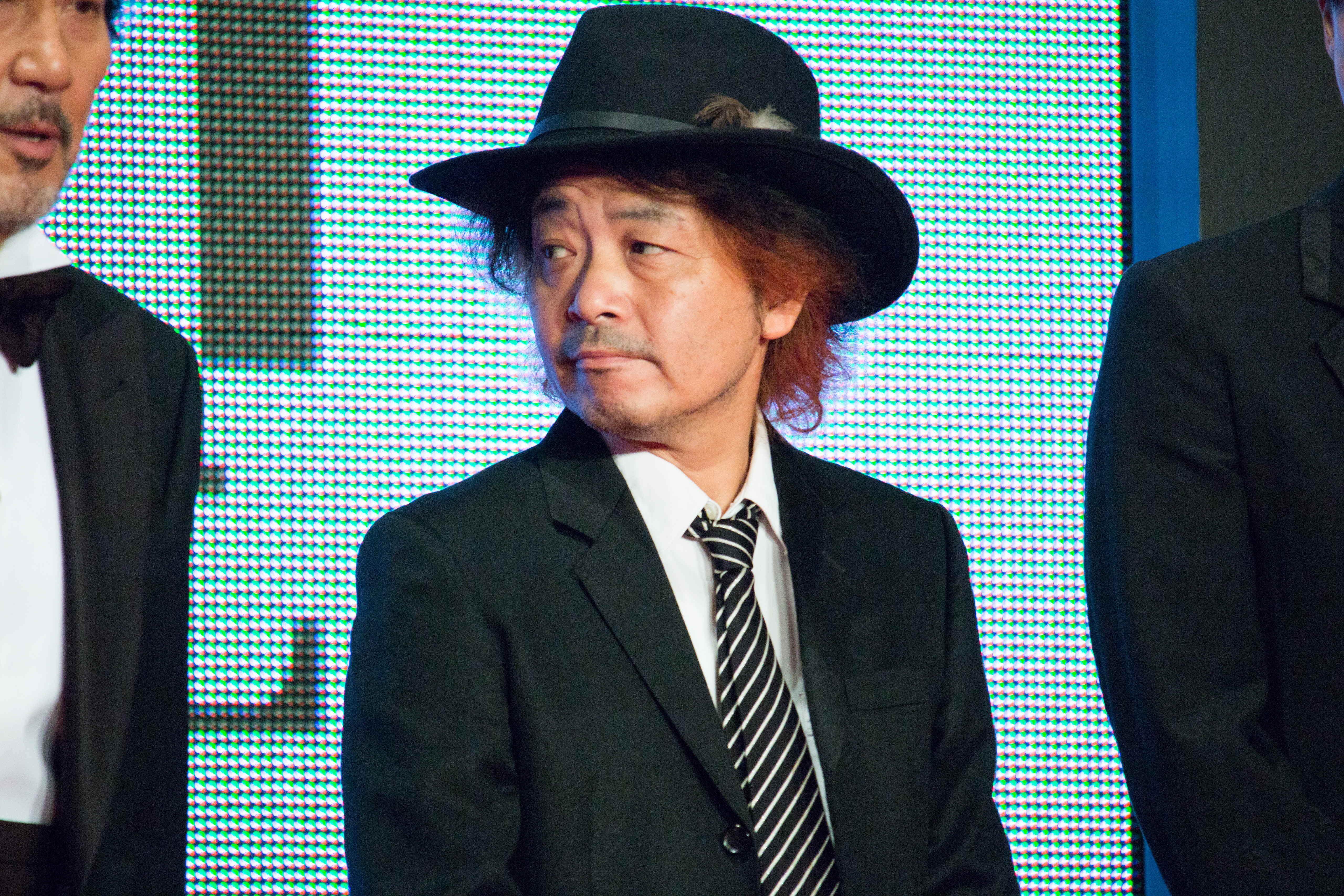
Szono Sion

A két filmben – a Némaságban és a Ái no mukidasiban – erősen megjelenik a keresztény vallás. Mindkét film más szempontból elgondolkodtató. Nehéz őket összehasonlítani koruk, különböző felfogású rendezők, típusuk miatt. A Némaság történelmen alapuló, igaz hitet bemutató mű, míg az Ái no Mukidasi egy nem keresztény rendező külső meglátása a vallásról. Az Ái no mukidasinak olyan benyomása van, mintha a vallásról szóló részek saját tapasztalatból – nem igazi tudásból – keletkeztek volna.